# Departamento San Blas de los Sauces
Das Departamento San Blas de los Sauces liegt im Norden der Provinz La Rioja im Nordwesten Argentiniens und ist eine von 18 Verwaltungseinheiten der Provinz. 
Es grenzt im Norden an die Provinz Catamarca, im Osten an die Departamentos Arauco und Castro Barros, im Süden und Westen an das Departamento Famatina. 
Die Hauptstadt des Departamento San Blas de los Sauces ist das gleichnamige San Blas de los Sauces.

## Städte und Gemeinden
Das Departamento San Blas de los Sauces ist in folgende Gemeinden aufgeteilt:
- San Blas de los Sauces
- Alpasinche
- Amuschina
- Andolucas
- Chaupihuasi
- Cuipán
- Las Talas
- Los Robles
- Salicas
- Shaqui
- Suriyaco
- Tuyubil